# Charta von Palermo
Die Charta von Palermo (it. = Carta di Palermo) ist ein im Jahr 2015 vom italienischen Politiker und Bürgermeister von Palermo, Leoluca Orlando, ins Leben gerufenes Projekt, das die internationalen Einbürgerungs-, Bleibe- und Freizügigkeitsrechte von Migranten thematisiert.

## Inhalt
Die Charta von Palermo fordert die nationale und internationale Freizügigkeit von Einwanderern und Flüchtlingen sowie im Zuge dessen die Abschaffung der Aufenthaltsgenehmigungen. Die Freizügigkeit soll als unveräußerliches Recht aller Menschen anerkannt werden und es Flüchtlingen erlauben, sich frei in andere Länder bewegen zu können. Zentral hierbei ist, die Migranten als Personen in ihrer Menschenwürde anzuerkennen. Dieser Grundsatz kommt in der Charta durch das Motto „io sono persona“ („Ich bin eine Person“) zum Ausdruck. Alle weiteren Aspekte, die mit der Flüchtlingsproblematik verknüpft sind, wie z. B. die Sicherheitspolitik, müssen mit diesem Grundsatz in Einklang gebracht werden. Als Menschen dürfen Migranten nicht als Last empfunden werden, sondern als aktive Bürger. 
Um die Lage von geflüchteten Personen zu verbessern und die Ziele der Charta zu erreichen, werden in der Charta einige Verbesserungsvorschläge genannt. Neben einer Beschleunigung und Vereinfachung der Verfahren nennt die Charta das Recht auf kostenfreie medizinische Behandlung von Flüchtlingen und eine Entkoppelung von Aufenthaltsgenehmigungen und Arbeitsverträgen. 

## Hintergrund
Leoluca Orlando verfasste die Charta im Jahr 2015. Zu dieser Zeit war Sizilien bereits das Ziel zahlreicher Flüchtlinge, die mit Booten das Mittelmeer überquert hatten. In den darauffolgenden Jahren, als der Zuzug von Flüchtlingen weiter zunahm, rückte die Charta immer mehr ins öffentliche Bewusstsein.

## Links
- Deutsche Übersetzung der Charta von Palermo auf der Website der Linksfraktion Hamburg
- Spiegel-Online-Artikel zur Flüchtlingspolitik in Italien
- Laudatio von Wim Wenders auf Prof. Dr. Leoluca Orlando, Anlass: Verleihung des Heine-Preises 2018 am 1. Dezember an L. Orlando